# Hans Backe
Hans Backe (né le 14 février 1952) est un joueur de football suédois.

## Biographie
Il entraine les Red Bulls de New York de janvier 2010 à novembre 2012.
Il est nommé sélectionneur de l'équipe nationale de Finlande le 12 août 2015 à compter du 1er janvier 2016. Il est démis en décembre 2016.

## Palmarès d'entraîneur
- Djurgårdens IF :
  - Vainqueur de la Division 2 Norra en 1982

- Östers IF :
  - Vainqueur de la Division 1 Södra en 1989
  - Finaliste de la Coupe de Suède en 1991

- AIK Solna :
  - Finaliste de la Coupe de Suède en 1995

- AaB Ålborg :
  - Champion du Danemark en 1999
  - Finaliste de la Coupe du Danemark en 1999 et 2000

- FC Copenhague :
  - Champion du Danemark en 2003 et 2004
  - Vainqueur de la Coupe du Danemark en 2004
  - Finaliste de la Coupe du Danemark en 2002
  - Vainqueur de la Supercoupe du Danemark en 2001 et 2004

- Red Bulls de New York :
  - Vainqueur de la saison régulière de la Conférence Est de la Major League Soccer en 2010